# درام ژاپنی
درام تلویزیونی ژاپنی (به انگلیسی: Japanese television drama) که دُروما (به انگلیسی: dorama) هم نامیده می‌شود، نمایش‌های تلویزیونی هستند که جزء اصلی تلویزیون ژاپن محسوب می‌شوند و پخش روزانه دارند. همه شبکه‌های تلویزیونی اصلی در ژاپن مجموعه‌های درام متنوعی از جمله عاشقانه، کمدی، کارآگاهی، ترسناک، جیدایگکی، دلهره‌آور و غیره را تولید می‌کنند. درام‌های تک قسمتی یا «تانپاتسو» که معمولاً دو ساعته هستند نیز پخش می‌شود. ممکن است برای مناسبت‌های خاص، یک درام یک یا دو قسمتی با موضوعی خاص وجود داشته باشد، مثلاً درامی که در سال ۲۰۱۵ برای ۷۰ سالگی پایان جنگ جهانی دوم تولید شد.
مجموعه‌های درام ژاپنی در فصل‌های سه‌ماهه پخش می‌شوند: زمستان (ژانویه تا مارس)، بهار (آوریل تا ژوئن)، تابستان (ژوئیه-سپتامبر) و پاییز (اکتبر-دسامبر). اکثر درام‌ها در روزهای هفته در شب‌ها حوالی ساعت ۹ شب تا ۱۱ شب پخش می‌شوند.